# The Awesome Adventures of Captain Spirit
The Awesome Adventures of Captain Spirit (Deutscher Titel „Die fantastischen Abenteuer von Captain Spirit“) ist ein kostenloses 3D-Adventure im Life-Is-Strange-Universum, entwickelt von Dontnod Entertainment und veröffentlicht durch Square Enix. Es wurde am 25. Juni 2018 für Windows, PlayStation 4, und Xbox One als Demo zu Life Is Strange 2 veröffentlicht.

## Handlung
Hauptcharakter des Spiels ist der zehnjährige Christopher „Chris“ Eriksen, der sich das Superhelden-Alter-Ego Captain Spirit erschafft, um mit dem Verlust seiner Mutter zurechtzukommen. Chris lebt mit seinem Vater Charles in Beaver Creek, Oregon. Als Captain Spirit vermischt Chris die Realität mit seiner Fantasie und besucht hierbei fremde Planeten und kämpft gegen verschiedene Gegner in seiner Vorstellungskraft. Auch unternimmt Chris eine Schatzsuche, an deren Ende er alte Familienfotos mit seiner Mutter entdeckt. Gegen Ende des Spiels stürzt Chris von seinem Baumhaus im Garten und wird durch tatsächliche Superkräfte vor dem Aufschlag bewahrt. Chris erblickt die Brüder Sean und Daniel Diaz, die Hauptcharaktere in Life Is Strange 2.

## Gameplay
The Awesome Adventures of Captain Spirit ist ein 3D-Adventure, das im selben Universum wie Life Is Strange angesiedelt ist. Drei Jahre nach den Ereignissen im Originalspiel schlüpft der Spieler in die Rolle des Chris Eriksen bzw. sein Superhelden-Alter-Ego Captain Spirit. Sein Kostüm ist anpassbar, mit der Umgebung kann interagiert werden und das Spiel beinhaltet kleine Aufgaben wie eine Schatzsuche und das Erforschen eines fremden Planeten. Dialogbäume werden verwendet, um Nicht-Spieler-Charakteren zu antworten. Die Entscheidungen des Spielers in The Awesome Adventures of Captain Spirit sollen Konsequenzen in Life Is Strange 2 haben, wo Chris ebenfalls auftreten wird.

## Synchronisation (Auswahl)
| Rolle                            | Originalsprecher  |
| -------------------------------- | ----------------- |
| Christopher „Chris“ Eriksen      | Chandler Mantione |
| Charles Eriksen                  | Nick Apostolides  |
| Claire Reynolds                  | Nancy Cronig      |
| Derek, Mantroid und Bava's Pizza | Rafael Goldstein  |
| Odessa                           | Marianne Park     |

## Produktionsnotizen
Im Juni 2018 kündigte Dontnod Entertainment auf der E3-Pressekonferenz von Microsoft das Spiel The Awesome Adventures of Captain Spirit an, welches ein Spin-off von Life Is Strange und eine Einführung in das Universum von Life Is Strange 2 darstelle. Nach Aussagen der Entwickler entstand die Idee zum Spiel, als sie eine Reihe von neuen Charakteren für Life Is Strange 2 entwickelten und in vielen davon das Potenzial sahen, mehr über deren Hintergründe zu erzählen. Resultat ist ein Spiel mit einer eigenständigen Handlung, das neben Hinweisen auf das ursprüngliche Spiel (z. B. einen Brief der aus Life is Strange bekannten Blackwell Academy) auch Hinweise auf Handlung und Schauplatz von Life Is Strange 2 enthält und, wie schon Life Is Strange: Before the Storm, das visuelle Erscheinungsbild und das Spielprinzip des ursprünglichen Spiels in weiten Teilen beibehält. Eine Besonderheit von Captain Spirit ist, dass es im Unterschied zu den vorherigen Spielen nicht im Episodenformat veröffentlicht wurde und zudem kostenlos ist. Das Spiel wurde am 25. Juni 2018 für Windows, PlayStation 4, und Xbox One veröffentlicht.

## Rezeption
Metacritic aggregierte insgesamt 31 Rezensionen des Spiels zu einer Durchschnittswertung von 79 % (Windows-Version), 78 % (Xbox-One-Version) bzw. 75 % (PS4-Version). Joe Juba von Game Informer bewertete das Spiel positiv und lobte vor allem die Darstellung von Chris’ Fantasie und seinem Gegenstück in der Realität. Die deutlichen Verbindungen zu Life Is Strange 2 hielten viel Aufregung für ihn bereit. Michael Leri von Game Revolution genoss das Spielen als Captain Spirit. Die Funktion des Charakters, das Alltägliche zu durchbrechen, mache die Interaktionen lebendiger. Leri kritisiert allerdings die eher mittelmäßigen Dialoge. James O’Connor von GameSpot findet, dass Chris eine gelungene, sympathische Figur sei. Er lobt zudem die visuell starken Zwischensequenzen. Die Charaktere seien ihm teils aber zu klischeehaft. Louisa Blatt von IGN findet die Vater-Sohn-Beziehung emotional mitfühlend, die Handlung hätte sie zu keinem Zeitpunkt gelangweilt. Blatt kritisierte aber die primäre Spielmechanik und dass ihr die Rätsel zu leicht fielen.